# Богопочитание

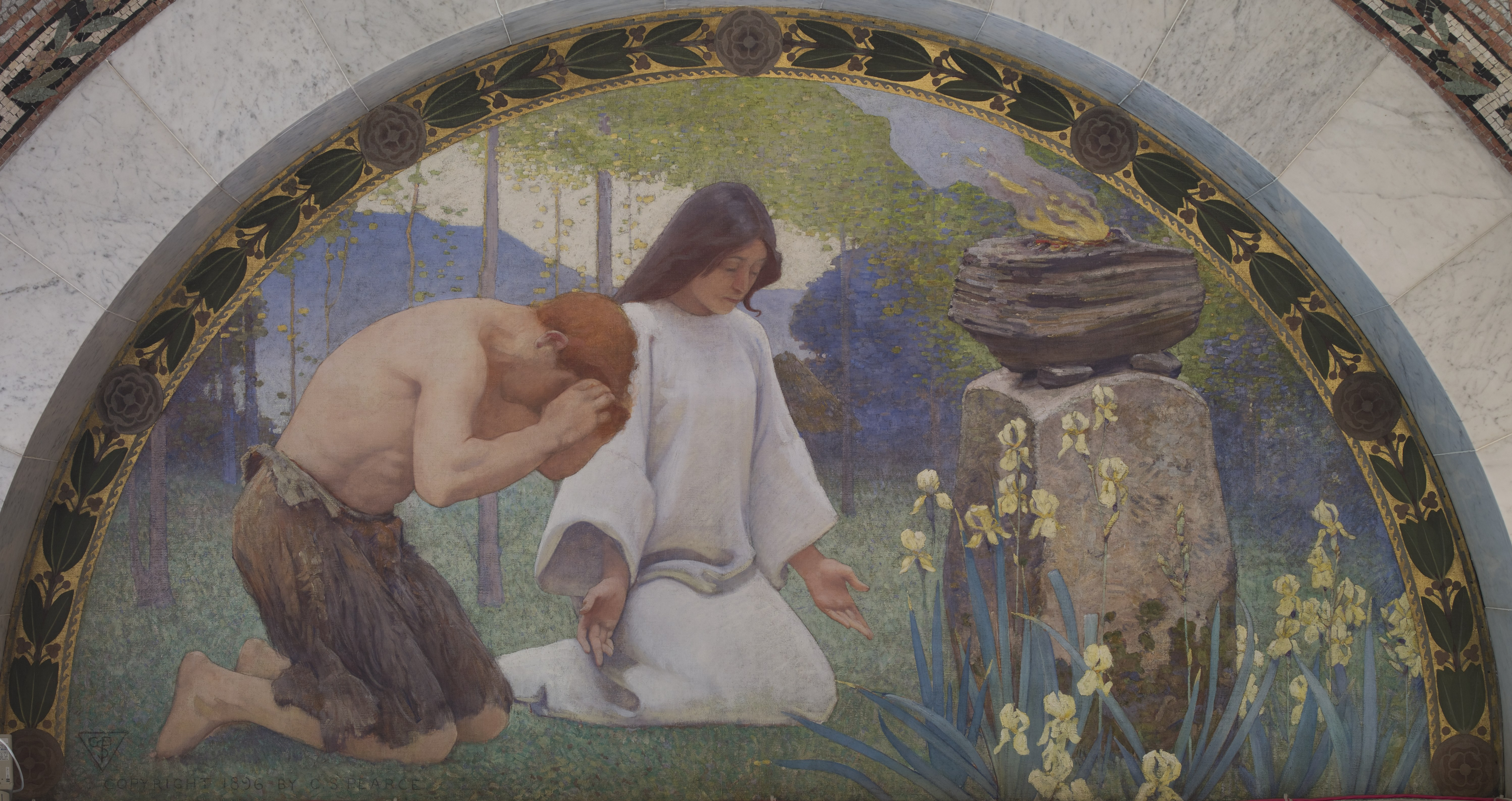

Богопочита́ние или Теосебея (греч. Θεοσέβεια от Тео́с — Бог, Се́бомай — чтить, почитать) — в широком смысле, синоним понятия религия, заключающее в себе религиозную доктрину и религиозную практику, в узком, — понятие нравственного или, т. н., практического богословия (религиозной практики), обозначающее служение, угождение Богу.
Богопочитание в православии не является богословским термином, однако является смыслоопределяющим словом для ряда богословских терминов. Пост, молитва, покаяние, богослужение являются словами одного семантического поля. Однако, несмотря на это, в русском православии есть необходимость применять слово «богопочитание» в качестве термина, разделяя понятия «иконопочитание» и «богопоклонение», следуя раннехристианской традиции, по которой разделялось почитание так называемых, святых предметов (иконы, мощи, Крест, на котором распяли Христа), почитание святых мест и почитание святых и Богородицы — Богопочитание в этом случае соответствует греческому слову «проскюнесис», что переводится на русский как «богопоклонение». Непосредственное же служение Богу обозначается термином «Богопоклонение», что соответствует греческому «латрея», что обозначает непосредственное служение Богу, минуя то или иное посредничество.

## История вопроса
Теосебея — почитание Бога. Для античности Теосебея — это благочестие, синоним слова Эвсебея. Так например, Страбон, греческий географ и историк, автор «Географии» (Книга семнадцатая), сообщает о вегетарианстве и целомудрии богопоклонников, живущих во Фракии, которые питались только сыром, молоком и мёдом, употребляли слово теосебея. Теосебея выступает в качестве правильного отношения к богам. К правильному отношению к богам относится прежде всего «проскюнесис»: богопоклонники обязаны были падать ниц перед идолами богов, кроме того к правильному отношению к богам относятся служение им, что называется «латрея» (выполнение действий, связанных с культом) и «литургия» (культовые действия в храме, совершаемые жрецами). Термины «Латрея» и «Литургия» в античности не использовались в собственно религиозном смысле. Эти слова широко применялись в светской жизни.

### Как термины культа они начали широко употребляться в переводах Священного Писания
Понятие «Богопочитание» в греческом переводе Библии - Септуагинте обозначается двумя основными греческими терминами «проскюнесис» (глагол «проскюнейн») и «латрейя» (глагол «латревейн»). «Латрея» — это перевод древнееврейского слова «хеба» (служение) и «проскюнесис» — «хашхатва» (видеть лик Яхве). «Латрейя» и «проскюнесис» встречаются, например, в книге Исход, где Бог заповедует не поклоняться (проскюнесис) и не служить (латрейя) идолам: Не поклоняйтесь им не служите им" (Исх 20. 5). Слово «проскюнесис» («прскюнейн») обозначает в Библии общее понятие поклонения: «И, ваши снопы стали кругом и поклонились(проскюнесис) моему снопу» (Бытие 37,7).
Более узкое значение поклонения передаёт термин «гоню», (глагол «гонюпетео»), который используется в Свящ. Писании для обозначения «становление на колени» или «падение ниц», то есть жеста почитания. В В. З. приклоняются («гоню») не только Богу во время молитвы: «Он три раза в день преклонял колена и молился своему Богу» (Даниил.6,10), но и людям: «Пришедши к Давиду, он пал на землю и поклонился ему» (2 Царств.1,2).
А в Новом Завете термин «гоню» используется только для обозначения преклонения в молитве к Богу: «И Сам отошёл от них на вержение камня и, преклонив колена („гоню“), молился.» (Лука 22,41). Термин «латрея» используется в Септуагинте для обозначения культового действия: жертвоприношения объекту поклонения. "И когда скажут вам дети ваши: «что это за служение?» Скажите: «это пасхальная жертва Господу…» (Исх 12. 26-27).
Однако следует знать, что в Ветхом Завете существительное «латрея» отличается от глагола «латревейн». Если «латрея» используется почти исключительно для обозначения культового почитания, то глагол «латревейн» приобретает значение служения не только внешнего, но и внутреннего Богопочитания: «…чего требует от тебя Господь, Бог твой? Того только, чтобы ты боялся Господа, Бога твоего, ходил всеми путями Его, и любил Его, и служил („латревейн“) Господу, Богу твоему, от всего сердца твоего и от всей души твоей» (Втор. 10. 12).
И в Новом Завете глагол «латревейн» имеет более общее значение, чем существительное «латрея». Содержание понятия «служить Богу» включает служение «постом и молитвою день и ночь» (Лука 2. 37), апостольское служение благовествования Евангелия: «Свидетель мне Бог, Которому служу духом моим в благовествовании Сына Его…» (Рим. 1. 9),— а также всю добродетельную жизнь верующего: «…будем хранить благодать, которою будем служить благоугодно Богу, с благоговением и страхом» (Евр. 12. 28).
Слово «латрея», хотя в большинстве случаев сохраняет за собой значение культового почитания (см.: Рим 9. 4; Евр 9. 1, 6; Иоанн 16. 4), в Послании к римлянам апостола Павла приобретает значение служения вообще, «разумного служения» («логике латрея»): «Представьте тела ваши в жертву… Богу… для разумного служения нашего.» (Рим 12. 1). Богопочитание в Библии отмечается ещё одним термином — "литургия (глагол «лейтургевейн»), который обозначает служение священников и левитов в ветхозаветном храме. Священники и левиты выполняли общественное служение (Числа 3. 31; Иез 45. 4). В Новом Завете появляется особый термин для Богопочитания — «теосебея». Он используется только в двух местах: в одном месте как существительное, в другом — как прилагательное. Апостол Павел пишет: «…желаю, чтобы… и жёны… украшали себя… добрыми делами, как прилично жёнам, посвящающим себя благочестию („теосебея“)». Термин «теосебея» (лат. «pietas») здесь употребляется в значении «набожность, благочестие», хотя в греческом языке есть особый термин «эвсебея» (благочестие). Греческое «теосебея» (англ. «religion practice») — «это соответствующяя вере и духовному опыту обязанность для установления отношения между человеком и Богом, благочестивость [англ. „piety“]». 
В Евангелии от Иоанна использована другая форма «теосебея» — прилагательное «теосебейс» (почитающий Бога (в широком смысле)) (лат. «Dei cultor»): "Кто чтит Бога и творит Волю Его, того слушает [Бог — В. Б.] (Иоанн 9. 31). Стоит сказать, что в русском Синодальном переводе словом «Богопочитание» переведено греческим словосочетанием «Идия дейсидаймония» (свои божества): «Но они имели споры с ним об их Богопочитании» (дословно «об их божествах») (Деян 25. 19). Здесь переводчик посчитал нужным употребить слово «Богопочитание» так как понял, что речь идёт о понятии религии вообще.
Если в Священном Писании термин «теосебея» совпадает с понятием благочестия, то у Отцов Церкви этот термин приобретает и значение Богопочитания. Так например, Климент Александрийский пишет о Богопочитании Иисуса Христа к Отцу: «Угодной жертвой Богу является жертва плоти, как Господь принёс в страданиях Свою, это и есть истинное Богопочитание». Ориген же говорит о Богопочитании так: «Апостол, говоря о разумном служении („логике латрея“), учит тому, что такое Богопочитание». Термины «латрея» и «литургия», не позднее V века, получают значение богослужения. Термин «проскюнесис» приобрёл с VIII века значение почитание икон, святых, мощей, святых мест, Богородицы, Креста Господня, святых предметов: "Чтобы чествовать их лобызанием и почтительным поклонением («Проскюнесис»), не тем истинным по нашей вере служением («Латрея»), которое приличествует одному Божественному Естеству.
В России, в начале XVIII века, термин Богопочитания употребляется в трудах святителя Тихона Задонского не только в значении богослужения, но и в значении благочестия. Такое понимание Богопочитания характерно для последующих времён. В работе «Служение христианина в секулярном обществе» митрополита Антония Сурожского Богопочитание он называет «Богопоклонением». Богопоклонение в узком смысле он определяет как «отправление обряда, религиозная практика и действие». Антоний пишет: «В более широком смысле богопоклонение можно определить как отношение того, кто выбрал для себя наивысшие ценности, строит свою жизнь в благоговейном служении им и исполняет некоторые связанные с этим обязанности». «Поклонение рождается из нашего чувства Божия присутствия». Автор постоянно говорит об ощущении Бога. Духовный опыт рождает живую веру: «Опыт Богопознания становится верой». Митрополит Антоний употребляет термин «служение». Таким образом, согласно митрополиту Антонию, богопоклонение — это любовь к Богу, а служение — это ответственность перед Богом.
Богопочитание, имея значение богослужения, приобрело значение служения Богу вообще, потому что: «Божие слово показует, что Богу угодно и что не угодно».